# Източнолодзки окръг
 Източнолодзки окръг (на полски: Powiat łódzki wschodni) е окръг в Централна Полша, Лодзко войводство. Заема площ от 499,76 км2. Административен център е град Лодз, който не е част от окръга.

## География
Окръгът се намира в историческия регион Великополша. Разположен е в централната част на войводството.

## Население
Населението на окръга възлиза на 68 671 души (2012 г.). Гъстотата е 137 души/км2.

## Административно деление
Административно окръгът е разделен на 6 общини.
Градско-селски общини:
- Община Жгув
- Община Колюшки
- Община Тушин

Селски общини:
- Община Андреспол
- Община Бройце
- Община Новосолна

## Фотогалерия
- Жгув
- Колюшки
- Тушин